# Danh sách phim điện ảnh Hàn Quốc năm 1956
Đây là danh sách phim sản xuất ở Hàn Quốc năm 1956.
| Phát hành   | Tên tiếng Anh                      | Tên tiếng Hàn       | Đạo diễn        | Diễn viên                   | Thể loại                | Ghi chú |
| ----------- | ---------------------------------- | ------------------- | --------------- | --------------------------- | ----------------------- | ------- |
| 1956        |                                    |                     |                 |                             |                         |         |
| 15 tháng 1  | The Crossroad                      | 교차로              | Yu Hyun-mok     | Jo Mi-ryeong                | Phim tình cảm           | [ 1 ]   |
| 25 tháng 1  | The Sea                            | 해정                | Park Sang-ho    |                             | Phim tình cảm           | [ 2 ]   |
| 11 tháng 2  | The Wedding Day                    | 시집가는 날         | Lee Byung-il    | Choi Hyeon Kim Yu-hui       | Lịch sử, Hài hước       | [ 3 ]   |
| 12 tháng 2  | The Tragedy of King Danjong        | 단종애사            | Jeon Chang-keun |                             | Lịch sử                 | [ 4 ]   |
| 19 tháng 2  | Biryu                              | 비류                | Lee Man-heung   |                             | Phim tình cảm           | [ 5 ]   |
| 21 tháng 2  | The Flower of Relief               | 구원의 정화         | Lee Man-heung   |                             | Lịch sử, tôn giáo       | [ 6 ]   |
| 27 tháng 3  | The Virgin Star                    | 처녀별              | Yun Bong-chun   |                             | Lịch sử, Phim tình cảm  | [ 7 ]   |
| 4 tháng 4   | Beat Back                          | 격퇴                | Lee Kang-cheon  |                             | Hành động, chiến tranh  | [ 8 ]   |
| 10 tháng 4  | Hyperbola of Youth                 | 청춘쌍곡선          | Han Hyeong-mo   | Hwang Hae                   | Hài hước                | [ 9 ]   |
| 15 tháng 5  | A Cross in Gunfire                 | 포화속의 십자가     | Lee Yong-min    | Kim Jin-kyu                 | Hành động, chiến tranh  | [ 10 ]  |
| 21 tháng 5  | An Overnight Official              | 벼락감투            | Hong Il-myeong  |                             | Lịch sử, Hài hước       | [ 11 ]  |
| 28 tháng 5  | A Lasting Regret                   | 천추의 한           | Ahn Jong-hwa    |                             | Lịch sử, Phim tình cảm  | [ 12 ]  |
| 9 tháng 6   | Madame Freedom                     | 자유부인            | Han Hyeong-mo   | Park Am Kim Jeong-rim       | Phim tình cảm           | [ 13 ]  |
| 13 tháng 6  | Prince Hodong and Princess Nakrang | 왕자호동과 낙랑공주 | Kim So-dong     | Kim Dong-won Jo Mi-ryeong   | Lịch sử, Phim tình cảm  | [ 14 ]  |
| 17 tháng 6  | Janghwa and Hongryeon Story        | 자유부인            | Chung Chang-wha |                             | Kinh dị, Lịch sử        | [ 15 ]  |
| 13 tháng 7  | Ok-Dan-Chun                        | 옥단춘              | Kwon Yeong-sun  |                             | Lịch sử, Phim tình cảm  | [ 16 ]  |
| 25 tháng 7  | Sadness of Heredity                | 유전의 애수         | Yu Hyun-mok     | Choi Mu-ryong Moon Jung-suk | Phim tình cảm           | [ 17 ]  |
| 11 tháng 9  | Stagecoach of Life                 | 인생역마차          | Kim Seong-min   | Lee Hyang                   | Gangster, Phim tình cảm | [ 18 ]  |
| 19 tháng 9  | Prince in Yam Clothes              | 마의 태자           | Jeon Chang-keun | Lee Hyang Yoo Gye-seon      | Lịch sử                 | [ 19 ]  |
| 25 tháng 9  | Lover                              | 애인                | Hong Seong-ki   |                             | Phim tình cảm           | [ 20 ]  |
| 16 tháng 10 | The Life of Sim-Cheong             | 심청전              | Lee Gyu-hwan    |                             | Lịch sử                 | [ 21 ]  |
| 1 tháng 11  | The Wave of Love                   | 애정파도            | Mun Hwa-seong   |                             | Phim tình cảm           | [ 22 ]  |
| 5 tháng 11  | Nongae                             | 논개                | Yun Bong-chun   | Kim Sam-hwa                 | Lịch sử                 | [ 23 ]  |
| 10 tháng 11 | Touch-Me-Not                       | 봉선화              | Kim Ki-young    | Na Gang-hui An Seok-jin     | Lịch sử                 | [ 24 ]  |
| 15 tháng 11 | The Enemy of Woman                 | 여성의 적           | Kim Han-il      | Jo Mi-ryeong Kim Dong-won   | Phim tình cảm           | [ 25 ]  |
| 21 tháng 11 | Holiday in Seoul                   | 서울의 휴일         | Lee Yong-min    | Yang Mi-hui No Neung-geol   | Phim tình cảm           | [ 26 ]  |
| 25 tháng 11 | The Tragic Prince                  | 사도세자            | Ahn Jong-hwa    |                             | Lịch sử                 | [ 27 ]  |
| 31 tháng 12 | Story of Lady Suk-Young            | 숙영낭자전          | Sin Hyeon-ho    |                             | Lịch sử, Phim tình cảm  | [ 28 ]  |
| ?           | An Idiot Adada                     | 백치 아다다         | Lee Kang-cheon  | Na Ae-sim                   | Lịch sử                 | [ 29 ]  |